# Bajor (település)
Bajor (szlovákul: Bajerov) község Szlovákiában, az Eperjesi kerület Eperjesi járásában.

## Fekvése
Eperjestől 13 km-re délnyugatra, a Szinye-patak és a Hernád között található.

## Története
A feltételezések szerint a falu a 13. században vagy a 14. század elején keletkezett. 1322-ben említik először, amikor a kiterjedt bajori birtokot Károly Róbert király az Amadé fiakkal szembeni harcokban szerzett érdemeiért Péter fia Bekének adja. 1393-ban két faluból, Alsó- és Felsőbajorból állt. Felsőbajort a 14. században érkezett új telepesek alapították. A 14–16. században a település legtöbbször „Bayor” néven szerepel oklevelekben. A 15. században kisebb kúria is állt a faluban. 1427-ben 34 porta után adózott a község, templomáról 1517-ben tesznek említést. Bajor ekkor a környék legnagyobb települése volt, később azonban a lakosság száma apadt. 1567-ben mindössze 6 parasztház állt a faluban, emelkedett a zsellérek száma. 1600-ban 14 jobbágyháza volt. A két falurész a 17. században egyesült. A 17. század végén a közepes nagyságú falvak közé számított 14  parasztházzal, nemesi kúriával, gazdasági épületekkel, templommal, plébániával és bizonyára iskolával is.
A 18. század végén Vályi András így ír róla: „BAJOR. Tót falu Sáros Vármegyében, birtokosai Bajor Urak, lakosai katolikusok, fekszik a’ hegyek között, Szedlitzének szomszédságában, mellynek filiája Eperjestöl egy mértföldnyire, északra a’ Szepességi útban Gölnitz, és Szomolnok felé. Határbéli főldgyei nehéz mivelésűek, mint hogy földgye hegyes; mind azon által középszerűen terem, ha jól miveltetik, réttye jó, legelője elég, fája tűzre, piatzozásátol sints meszsze. Második Osztálybéli.”
Fényes Elek 1851-ben kiadott geográfiai szótárában így ír a faluról: „Bajor, (Bagerow), tót falu, Sáros vmegyében, Eperjeshez nyugotra 1 1/4 mfd. 265 kath., 8 zsidó lak. Kath. paroch. templom. Kastély. Jó rét és legelő. Erdő. F. u. többen.”
1920 előtt Sáros vármegye Eperjesi járásához tartozott.

## Népessége
| Év:            | 1994. | 2004.   | 2014.   | 2024.    |
| -------------- | ----- | ------- | ------- | -------- |
| Emberek száma: | 427   | 439     | 457     | 409      |
| Eltérés:       |       | +2,81 % | +4,10 % | -10,50 % |

| Év:            | 2023. | 2024.   |
| -------------- | ----- | ------- |
| Emberek száma: | 415   | 409     |
| Eltérés:       |       | -1,44 % |

1910-ben 217, túlnyomórészt szlovák anyanyelvű lakosa volt.
2001-ben 433 lakosából 418 szlovák volt.
2011-ben 448 lakosából 434 szlovák volt.

## Nevezetességei

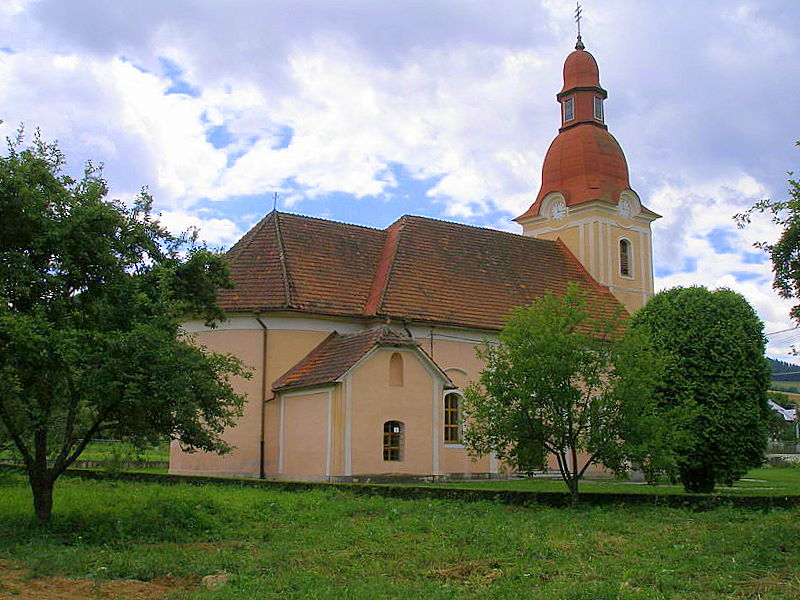
A Szent Mihály templom

- Szent Mihály arkangyalnak szentelt, római katolikus temploma 1826-ban épült a korábbi, 17. századi fatemplom helyén. 1930-ban és 1973-ban megújították. Főoltára is 17. századi, Harapkó templomából került ide.